# گواهی آریایی

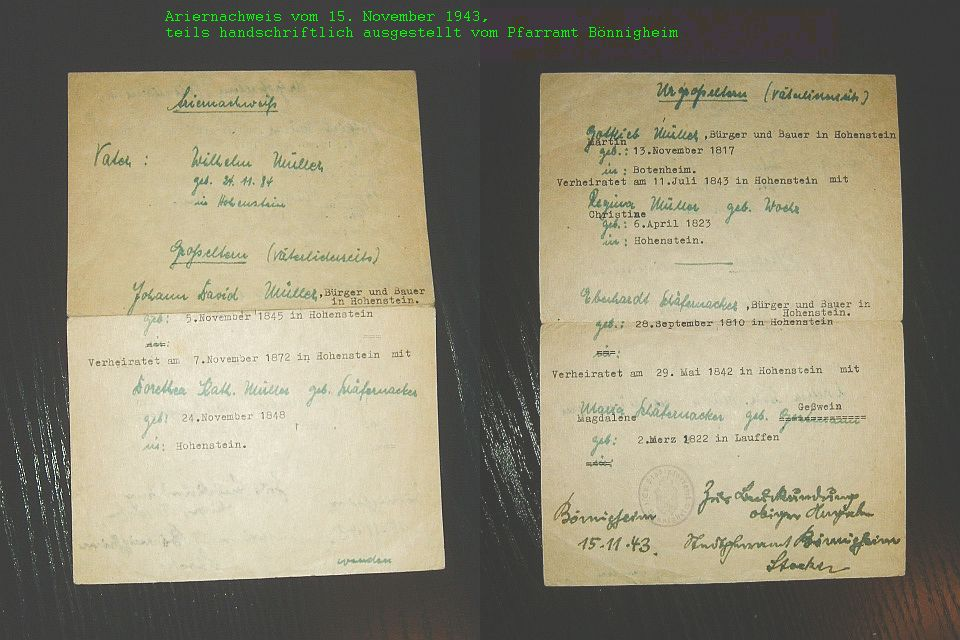
یک گواهی منتشر شده در سال ۱۹۴۳

در آلمان نازی، گواهی آریایی (آلمانی: Ariernachweis) سندی بود که گواهی می‌داد شخصی عضوی از نژاد آریایی است. از آوریل ۱۹۳۳، طبق قانون ترمیم خدمات مدنی حرفه ای، این کار از همه کارمندان و مقامات بخش دولتی، از جمله آموزش، الزامی بود. همچنین برای شهروندان رایش برای کسانی که از نژاد آلمانی یا خون خویشاوند (آریایی) بودند و می‌خواستند پس از تصویب قوانین نورنبرگ در سال ۱۹۳۵ شهروند رایش شوند، داشتن این گواهی الزامی بود. . ایرانیان همچنین پس از مصوبه هیئت دولت هیتلر در سال ۱۹۳۶ که ایرانیان را «آریایی خون پاک» معرفی می‌کرد، آریایی بودند.